# Ꜹ̣
Pour les articles homonymes, voir AV.
Cette page contient des caractères spéciaux ou non latins. S’ils s’affichent mal (▯, ?, etc.), consultez la page d’aide Unicode.
Ꜹ̣ (minuscule ꜹ̣) est une voyelle et un graphème utilisé en vieux norrois au Moyen Âge. Elle est formée de la lettre ligature v dans l’a ‹ ꜹ › et du point souscrit.

## Représentations informatiques
Le v dans l’a point souscrit peut être représenté avec les caractères Unicode suivants :
| Forme     | Représentation | Chaîne de caractères | Point de code | Description                                           |
| --------- | -------------- | -------------------- | ------------- | ----------------------------------------------------- |
| capitale  | Ꜹ̣              | Ꜹ◌̣                   | U+A738 U+0323 | lettre majuscule latine av diacritique point souscrit |
| minuscule | ꜹ̣              | ꜹ◌̣                   | U+A739 U+323  | lettre minuscule latine av diacritique point souscrit |